# Lutz Heilmann
Lutz Heilmann (Zittau,  7. rujna 1966.) je njemački je političar ljevičarske stranke Die Linke. Heilmann bio prvi i jedini član njemačkog Bundestaga, za kojeg se doznalo u javnosti da je bio suradnik tajne policije Stasi u bivšem DDR-u. Njegov mandat je postojao od 2005. – 2009. 
Heilmann privukao medijsku pozornost kada je 13. studenog 2008. Wikipedija morala na temelju sudskog naloga blokirati stranicu o njemu. Lutz Heilmann je sudskim nalogom tražio privremeno zatvaranje Wikipedije objavljenih informacijama o svojoj prošlosti.
Pridružio se je Stasi iz političkih razloga, i vidio svoju budućnost kao pripadnik te tajne službe.
Pristupio je 1986. Komunističkoj partiji Njemačke (Sozialistische Einheitspartei Deutschlands (SED ), u vrijeme kada je stranka još uvijek totalitarna. Nakon raspada komunizma postao je član stranke nasljednice SED - PDS a sada Linkspartei Die Linke. 

## Vanjske poveznice
- Lutz Heilmann  Arhivirana inačica izvorne stranice od 6. prosinca 2008. (Wayback Machine), sluzbena stranica stranke Die Linke (njem.)
- Privatna stranica  Arhivirana inačica izvorne stranice od 5. veljače 2008. (Wayback Machine) (njem.)